# Navlūq
Navlūq (persiska: نولوق, Nāvlīq) är en ort i Iran.   Den ligger i provinsen Östazarbaijan, i den nordvästra delen av landet, 400 km nordväst om huvudstaden Teheran. Navlūq ligger 1 848 meter över havet och antalet invånare är 315.
Terrängen runt Navlūq är kuperad åt sydost, men åt nordväst är den platt. Runt Navlūq är det ganska glesbefolkat, med 40 invånare per kvadratkilometer. Närmaste större samhälle är Ḩasan Kandī, 4,7 km väster om Navlūq. Trakten runt Navlūq består i huvudsak av gräsmarker.